# Козачек, Сергей Борисович
Сергей Борисович Козачек (23 сентября 1897, село Жуковка, ныне Куликовский район, Черниговская область — 2 декабря 1971, Москва) — советский военный деятель, Генерал-лейтенант (27.06.1945).

## Начальная биография
Сергей Борисович Козачек родился 23 сентября 1897 года в селе Жуковка ныне Куликовского района Черниговской области.

## Военная служба

### Первая мировая и гражданская войны
В мае 1916 года был призван в ряды Русской императорской армии, после чего принимал участие в боевых действиях на Румынском фронте. В ноябре 1917 года в чине унтер-офицера был демобилизован из рядов армии. В декабре того же года вступил в ряды Черниговского отряда Красной гвардии.
В сентябре 1918 года был призван в ряды РККА и направлен красноармейцем в 1-й Богунский полк. В мае 1919 года был назначен на должность помощника военкома Черниговского уездного военкомата, в июне — на должность начальника команды разведчиков, а затем — на должность командира батальона 60-й стрелковой дивизии. Принимал участие в боевых действиях в районе Киева, Чернигова, Черкасс и Кременчуга. В январе 1920 года Козачек был уволен в запас.
В июне того же года был повторно призван в РККА, после чего был назначен на должность адъютанта 1-й бригады 8-й кавалерийской дивизии (1-я Конная армия), в ноябре — на должность помощника военкома полка Червонного казачества (1-й конный корпус Червонного казачества). Принимал участие в боевых действиях в ходе советско-польской войны, а затем против петлюровцев на Западном фронте в районе Городка и Рогатина.

### Межвоенное время
В апреле 1921 года был назначен на должность заведующего разведкой 2-го кавалерийского полка. В октябре того же года был направлен на учёбу в Высшую кавалерийскую школу РККА, после окончания которой в сентябре 1923 года был назначен на должность командира эскадрона 1-го кавалерийского полка, в мае 1924 года — на должность командира учебного кавалерийского эскадрона, затем дивизиона 5-й Елизаветградской кавалерийской школы, в октябре того же года — на должность помощника командира 2-го кавалерийского полка, а в сентябре 1928 года — на должность командира 1-го кавалерийского полка.
В ноябре 1929 года Козачек был направлен на учёбу на кавалерийские курсы усовершенствования командного состава, после окончания которых в апреле 1930 года был назначен на должность командира и военкома 1-го кавалерийского полка.
В апреле 1932 года был направлен на учёбу в Военную академию имени М. В. Фрунзе, после окончания которой в декабре 1935 года был назначен на должность начальника штаба 14-й кавалерийской дивизии, а в июне 1937 года — на должность командира 2-го кавалерийского корпуса. С февраля 1938 года состоял в распоряжении Управления по комначсоставу РККА и в декабре того же года был назначен на должность преподавателя тактики кафедры конницы Военной академии имени М. В. Фрунзе и Высшей спецшколы Генштаба.

### Великая Отечественная война
С началом войны Козачек находился на прежней должности.
В феврале 1942 года был назначен на должность начальника штаба 13-го кавалерийского корпуса, затем на должность заместителя начальника штаба 2-й ударной армии, а в январе 1943 года — на должность командира 239-й стрелковой дивизии, которая принимала участие в ходе операции по прорыву блокады Ленинграда. Дивизия, наступая на мгинском направлении, способствовала силам Волховского фронта в ходе прорыва обороны противника и соединении с 67-й армией (Ленинградский фронт) в районе Шлиссельбурга.
В ноябре 1943 года Козачек был назначен на должность командира 115-го стрелкового корпуса, который принимал участие в ходе Новгородско-Лужской, Выборгской, Сандомирско-Силезской, Верхнесилезской и Пражской наступательных операций, а также при освобождении городов Луга, Краков, Прага и других.

### Послевоенная карьера
В июле 1945 года был назначен на должность заместителя командующего 9-й гвардейской армией (Центральная группа войск), в ноябре — на должность командира 33-го гвардейского стрелкового корпуса, в июне 1946 года — на должность командира 32-го гвардейского стрелкового корпуса, в апреле 1947 года — на должность командира 34-го гвардейского стрелкового корпуса, а в августе 1948 года — на должность помощника командующего войсками Прикарпатского военного округа.
В августе 1949 года был направлен на учёбу на высшие академические курсы при Высшей военной академии имени К. Е. Ворошилова, после окончания которых в ноябре 1950 года был назначен на должность помощника командующего войсками Южно-Уральского военного округа, в январе 1952 года — на должность заместителя командира 2-го гвардейского стрелкового корпуса (Прибалтийский военный округ), а в июле 1954 года — на должность помощника командующего 11-й гвардейской армией — начальника отдела боевой подготовки штаба армии.
Генерал-лейтенант Сергей Борисович Козачек в феврале 1956 года вышел в запас. Умер 2 декабря 1971 года в Москве. Прах захоронен в колумбарии Новодевичьего кладбища, участок № 7.

## Награды
- Орден Ленина;
- Пять орденов Красного Знамени;
- Орден Суворова 2 степени;
- Орден Кутузова 2 степени;
- Орден Красной Звезды;
- Медали;
- Иностранные награды.